# Finala Ligii Campionilor 2002
Finala Ligii Campionilor 2002 a fost un meci de fotbal care s-a jucat între Real Madrid și Bayer 04 Leverkusen, scorul meciului fiind 2-1 pentru Real Madrid, care cucerise al nouălea său titlu, ea având cele mai multe titluri din istoria competiției.
Omul meciului a fost Zinedine Zidane, care a marcat golul victoriei pentru Real Madrid. Meciul s-a jucat pe Hampden Park, din Glasgow, arbitrul partidei a fost unul dintre cei mai mari arbitrii din toate timpurile, Urs Meier din Elveția.
La acel meci au participat 52000 de spectatori. Antrenorul de la acea vreme a lui Real Madrid a fost Vicente Del Bosque, iar antrenorul celor de la Bayer 04 Leverkusen a fost pe atunci Klaus Toppmöller. Golul lui Bayer 04 Leverkusen a fost marcat de Lúcio din Brazilia.

## Faze Eliminatorii

### Real Madrid
| Echipa           | Pld | W | D | L | GF | GA | GD | Pts |
| ---------------- | --- | - | - | - | -- | -- | -- | --- |
| Real Madrid      | 6   | 4 | 1 | 1 | 13 | 5  | +8 | 13  |
| Roma             | 6   | 2 | 3 | 1 | 6  | 5  | +1 | 9   |
| Lokomotiv Moscow | 6   | 2 | 1 | 3 | 9  | 9  | 0  | 7   |
| Anderlecht       | 6   | 0 | 3 | 3 | 4  | 13 | -9 | 3   |

### Bayer 04 Leverkusen
| Team             | Pld | W | D | L | GF | GA | GD | Pts |
| ---------------- | --- | - | - | - | -- | -- | -- | --- |
| Barcelona        | 6   | 5 | 0 | 1 | 12 | 5  | +7 | 15  |
| Bayer Leverkusen | 6   | 4 | 0 | 2 | 10 | 9  | +1 | 12  |
| Lyon             | 6   | 3 | 0 | 3 | 10 | 9  | +1 | 9   |
| Fenerbahçe       | 6   | 0 | 0 | 6 | 3  | 12 | -9 | 0   |

## Detalii
| Bayer Leverkusen | 1–2    | Real Madrid        |
| ---------------- | ------ | ------------------ |
| Lúcio 13'        | Raport | Raúl 8' Zidane 45' |

| Bayer Leverkusen | Real Madrid |

| BAYER LEVERKUSEN: |    |                     |  |       |
|                   |    |                     |  |       |
| GK                | 1  | Hans-Jörg Butt      |  |       |
| RB                | 26 | Zoltán Sebescen     |  | 65'   |
| CB                | 6  | Boris Živković      |  |       |
| CB                | 19 | Lúcio               |  | 90+1' |
| LB                | 35 | Diego Placente      |  |       |
| DM                | 28 | Carsten Ramelow (c) |  |       |
| RM                | 25 | Bernd Schneider     |  |       |
| CM                | 13 | Michael Ballack     |  |       |
| LM                | 23 | Thomas Brdaric      |  | 39'   |
| AM                | 10 | Yıldıray Baștürk    |  |       |
| CF                | 27 | Oliver Neuville     |  |       |
| Substitutes:      |    |                     |  |       |
| GK                | 20 | Frank Jurić         |  |       |
| DF                | 3  | Marko Babić         |  | 90+1' |
| DF                | 47 | Thomas Kleine       |  |       |
| MF                | 32 | Anel Dzaka          |  |       |
| MF                | 15 | Jurica Vranješ      |  |       |
| FW                | 9  | Ulf Kirsten         |  | 65'   |
| FW                | 12 | Dimitar Berbatov    |  | 39'   |
| Manager:          |    |                     |  |       |
| Klaus Toppmöller  |    |                     |  |       |

| REAL MADRID:       |    |                     |       |     |
|                    |    |                     |       |     |
| GK                 | 13 | César               |       | 68' |
| RB                 | 2  | Míchel Salgado      | 45+2' |     |
| CB                 | 4  | Fernando Hierro (c) |       |     |
| CB                 | 6  | Iván Helguera       |       |     |
| LB                 | 3  | Roberto Carlos      | 89'   |     |
| DM                 | 24 | Claude Makélélé     |       | 73' |
| RM                 | 10 | Luís Figo           |       | 58' |
| LM                 | 21 | Santiago Solari     |       |     |
| AM                 | 5  | Zinedine Zidane     |       |     |
| CF                 | 7  | Raúl                |       |     |
| CF                 | 9  | Fernando Morientes  |       |     |
| Substitutes:       |    |                     |       |     |
| GK                 | 1  | Iker Casillas       |       | 68' |
| DF                 | 18 | Aitor Karanka       |       |     |
| DF                 | 31 | Francisco Pavón     |       |     |
| MF                 | 8  | Steve McManaman     |       | 58' |
| MF                 | 14 | Guti                |       |     |
| MF                 | 16 | Flávio Conceição    |       | 73' |
| FW                 | 23 | Pedro Munitis       |       |     |
| Manager:           |    |                     |       |     |
| Vicente Del Bosque |    |                     |       |     |